# Łyczacza
Łyczacza – gdyński zespół jazzowy, grający głównie jazz latynoski.

## Skład grupy
- Marta Kubaczyk – wokal,
- Maciek Łyszkiewicz – fortepian
- Zenek Miluski – gitara (od IV.2011)
- Maciek „BlackBrother Jr” Dombrowski – perkusja, instrumenty perkusyjne
- Tomek Przyborowicz – bas
- Robert Dobrucki – saksofon
- Robert Jakubiec – trąbka(od VII.2010)

## Dyskografia

### Albumy
1. Latino’69 (2004)
2. Bossa-nova (2009)

### Single
- Din di ri don
- Przytul i do siebie weź (2009)